# لويس مانويل فيلا
لويس مانويل فيلا (بالإسبانية: Luisma Villa)‏ (مواليد 3 يوليو 1989 في نوخا - إسبانيا) لاعب كرة قدم إسباني يلعب حاليا لصالح نادي الدرجة الأولى ريسينغ سانتاندر الإسباني منذ 2007 في مركز الجناح الأيسر .

## روابط خارجية
- لويس مانويل فيلا على موقع قاعدة بيانات كرة القدم.إي يو (الإنجليزية)
- لويس مانويل فيلا على موقع Soccerbase.com (لاعب) (الإنجليزية)
- لويس مانويل فيلا على موقع Soccerway.com (الإنجليزية)